# آدریان برد (بازیکن فوتبال)
آدریان برد (انگلیسی: Adrian Bird؛ زادهٔ ۸ ژوئیهٔ ۱۹۶۹) بازیکن فوتبال اهل بریتانیا است.
از باشگاه‌هایی که در آن بازی کرده‌است می‌توان به باشگاه فوتبال بیرمنگام سیتی اشاره کرد.